# ناحیه ادلر، شهرستان نلسون، داکوتای شمالی
شهرستان ادلر، بخش نلسون، شمال داکوتا (به انگلیسی: Adler Township, Nelson County, North Dakota) یک منطقهٔ مسکونی در ایالات متحده آمریکا است که در Nelson County واقع شده‌است.

## خصوصیات
شهرستان ادلر ۳۸ نفر جمعیت دارد و ۴۵۵٫۰۷ متر بالاتر از سطح دریا واقع شده‌است.